# آسپلوندیا برونیستیگما
آسپلوندیا برونیستیگما (نام علمی: Asplundia brunneistigma) نام یک گونه از division پیدازادان است.